# Театр крови
«Театр крови» (англ. Theatre of Blood) — британский комедийный фильм ужасов 1973 года режиссера Дугласа Хикокса.

## Сюжет
Эдвард Лайонхарт, актер и режиссер театра, который всю жизнь играет в шекспировских трагедиях. Ему опротивели критики, которые не смогли оценить его талант, хотя он и сохраняет их статьи о себе. И последней каплей стало то, что главную театральную награду они присудили не ему, а какому-то начинающему актеру. И Эдвард начинает мстить, используя для этого сцены убийств из театральных пьес Шекспира.

## В ролях
- Винсент Прайс — Эдвард Лайонгарт[3]
- Дайана Ригг — Эдвина Лайонгарт[3]
- Иан Хендри — Перегрин Девлин
- Гарри Эндрюс — Тревор Дикмен
- Роберт Кут — Оливер Лардинг
- Майкл Горден — Джордж Максвелл
- Роберт Морли — Мередит Мередю
- Эрик Сайкс — сержант Додж
- Джоан Хиксон — миссис Спраут
- Рене Эшерсон — миссис Максвелл

## Производство
Первоначально фильм должен был называться «Много шума из-за убийства». Роберту Фуэсту, режиссёру хорроров «Ужасный доктор Файбс» и «Возвращение доктора Файбса», предлагали снять этот фильм, но он отказался, не желая, чтобы его называли «парнем, который снимает фильмы об убийствах в стиле Винсента Прайса».
Дуглас Хикокс сказал: «Актёрский состав был настолько хорош, что всё, что мнё, как режиссёру, оставалось сделать, это открыть дверь гримёрной и включить камеры».